# فدراسیون تنیس ارمنستان
فدراسیون تنیس جمهوری ارمنستان (ارمنی: Հայաստանի թենիսի ֆեդերացիա) که با نام فدراسیون تنیس ارمنستان نیز شناخته می‌شود، نهاد تنظیم‌کننده ورزش تنیس در ارمنستان می‌باشد که توسط کمیته المپیک ارمنستان اداره می‌شود و مقر آن در شهر ایروان واقع شده است.

## تاریخچه
این فدراسیون در سال ۱۹۴۰ میلادی تأسیس شد و ریاست فعلی آن را هاروتیون پامبوکیان برعهده دارد. این فدراسیون عضو کامل فدراسیون بین‌المللی تنیس و en:Tennis Europe می‌باشد.
تنیس‌بازان ارمنستانی در مسابقات قهرمانی در سطوح مختلف اروپایی و بین‌المللی از جمله در مسابقات قهرمانی جهانی و بازی‌های المپیک تابستانی شرکت می‌کنند.

## فعالیت‌ها
این فدراسیون چندین باشگاه تنیس را در سراسر کشور ارمنستان را مدیریت می‌کند و مسابقات سالانه تنیس را سازماندهی می‌کند. فدراسیون تنیس ارمنستان همچنین تیم جام دیویس ارمنستان را مدیریت می‌کند که تنیس‌بازان را به جام دیویس می‌فرستد. در همین حال، تیم جام بیلی جین کینگ ارمنستان توسط فدراسیون تنیس ارمنستان مدیریت می‌شود، و وظیفه اعزام تنیس‌بازان برای رقابت در جام بیلی جین کینگ را بر عهده دارد.